# Над-Я

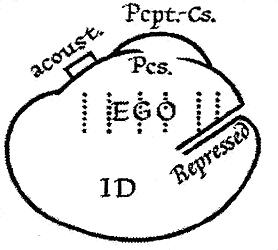
"Схемовий малюнок, що зображує основні складові людської психіки і їх взаємодію" (Зигмунд Фрейд, 1923)

Над-Я (лат. Super Ego, Супер-Еґо, Понад-Я, нім. das Über-Ich) — один із трьох компонентів (разом із Я та Воно) психіки людини, відповідно до теорії психоаналізу Фрейда. Над-Я відповідає за моральні та релігійні установки людини, норми поведінки та моральні заборони і формується в процесі виховання людини. Функціями Над-Я є совість, самоспостереження і формування ідеалів людини. Із області Над-Я людині являється інтуїція та різні форми натхнення — філософське, художнє і наукове; етичні «імперативи», прагнення до людських і героїчних вчинків, альтруїзму.
По суті Над-Я є сферою повинності, таким собі цензором, моралізатором, що не дозволяє людині робити все, що вона забажає. Над-Я з'явилось у людини вже в соціумі, ще коли дитина зіштовхується з першими заборонами. Керується батьківським авторитетом, що мав особливий вплив на розвиток цієї структури в дитячі роки. Численні заборони не дають змоги проявити несвідомі бажання, якими керується інша структурна частина психіки - Воно. Воно і Над-Я постійно «конфліктують» і «борються за право керувати» психікою в цілому. «Полем бою» виступає «Я», яке ніби розривається між цими протилежними сферами психіки і нерідко мусить знаходити компроміс у вигляді психотравматичних захистів, таких як - сублімація, витиснення, ідентифікація.
Еволюційно Над-Я з'явилось пізніше ніж Воно. Разом з ним з'явились такі емоційні стани, як сором, ганьба, «докори сумління». Виявляти свої первинні бажання на людях стало забороненим з розвитком суспільства, коли виникли певні правила і норми людського співіснування.